# Каррик, Джон Доналд
Джон Доналд Каррик (англ. John Donald Carrick; 1787, Глазго — 1837) — шотландский писатель. Опубликовал «Life of sir William Wallace of Elderslie» и часто перепечатывавшиеся сборники песен и шотландских рассказов: «Whistle Binkie or the Piper of the Party» и «Laird of Logan».

## Биография
Каррик родился в Глазго в апреле 1787 года, его отец был родом из Бачвиля. В 1807 году уехал в Лондон, где устроился продавцом в лавку. В 1809 году Каррик нашел работу в Spode & Co. гончаром, где набирался знаний в бизнесе. В 1811 году вернулся в Глазго и основал магазин на Хатчисон-Стрит. В 1825 году обанкротился. В 1828 году устроился редактором в Scots Times. В 1833 году сменил редакцию на Perth Advertiser. Через год ссорится с управляющим комитетом и уходит в Kilmarnock Journal, где так же ссорится с владельцами. В 1835 поражённый параличём вернулся в Глазго в тяжёлом состоянии. Через два года, 17 августа 1837 умирает.

## Работы
В Глазго сочинил несколько юмористических песен на шотландском языке, среди которых Life of Wallace. Писал в The Day статьи в течение шести месяцев. В 1830 году опубликовал два тома Life of Sir William Wallace of Elderslie. В 1832 году отредактировал и частично написал Whistle-Binkie, так же известный как the Piper of the Party. Кэррик в 1835 году внёс вклад в коллекцию шотландских сказок и остроумия Laird of Logan.